# Diplolaena andrewsii
Diplolaena andrewsii là một loài thực vật có hoa trong họ Cửu lý hương. Loài này được Ostenf. mô tả khoa học đầu tiên năm 1921.